# Абай Даглы
Абай Даглы или Джамиль Агаев (азерб. Abay Dağlı və ya Cəmil Ağayev) — азербайджанский поэт-эмигрант, драматург, публицист.

## Биография
Джамиль Ибрагим оглы Агаев родился 27 января 1906 года в городе Шуша. Первое образование получил в Шушинском реальном училище. В 1925—1927 годах он работал пионером, а в 1927—1929 годах учился в Центральной партийной школе Азербайджана. В 1929—1932 годах преподавал в сельских школах Заям и Анино Шамкирского района. В 1932 году он поступил на филологический факультет Азербайджанского государственного педагогического института. После окончания этой школы в 1936 году был направлен в Нуху, где до февраля 1940 года работал учителем азербайджанского языка и литературы в детском саду имени Сталина. За время пребывания в Нухе он писал различные статьи в газеты «Гяндж Педагог» и «Коммунист» .
В 1940 году он приехал в Баку и начал работать младшим научным сотрудником в Азербайджанском литературном музее имени Н. Гянджеви. 15 августа 1941 года был уволен, а с 25 октября того же года работал учителем языка и литературы в средней школе № 94 Сумгаитского района.
Позднее, в 1941 году, его привлекли по мобилизации и отправили на фронт.
В годы Великой Отечественной войны газета «Азербайджан», печатный орган Азербайджанского легиона, с подписью Анара «Новруз», «Азери Туркусу», «Аббас Мирза поет», «Азербайджан», «Легенда о Луна и звезда», «Нет», «Приходи и не приходи», «Огонь», «Цикл истории», «Предатель» стихотворения, а также поэма «Слезы смеха» и небольшая стихотворная драма под названием «Килинц». Газели, которые он написал во время Второй мировой войны, были собраны Мустафой Хакки Тюркегулом и опубликованы под названием «Мирзаданские газели» в Стамбуле в 1962 году с согласия автора.
После окончания Второй мировой войны он жил в Мюнхене, Германия, до конца 1947 года. Во время пребывания здесь он начинает писать мемуары «Они были турками». Эта работа была опубликована в Анкаре в 1951 году под секретной подписью «Раны». В конце 1947 года иммигрировал в Турцию. Здесь он преподавал в лицеях Сакарья и Адапазары.
Абай Даглы умер в 1989 году.

## Творчество
Джамиль Агаев, известный как Абай Даглы, до и во время эмиграции использовал несколько других псевдонимов. Во время пребывания в Азербайджане публиковал статьи и стихи под подписями «Кырмызы Шамхор», «Нухинский рабочий», «Литературка», «Коммунист», «Гяндж Педагог», «Шусали», «Агаев Джамиль», «А. Джамиля». В те годы он писал под псевдонимами «А.М.Д.», «М.Д.», «Рана», «А. Анар», «А. Даглы», «Абай Мирза», «Абай Мирза Даглы», «Абай Даглы» и другие псевдонимы. Свои письма к родственникам, проживающим в Баку, и к сестре Ханым он подписывал как «Абай-ага».
Во время пребывания в Турции были опубликованы «Плененные души» (1957), «Однамайская ночь» (1960), «Физули» (1961, 1968), «Окуллулар» (1963), «Сакарья» (1965), «Ататюрк» (1966), «Молодость нашего отца» (1967, 1973), «Банда Сакарья» (1969), «От Малазгирта до Сакарьи» (1971), «22-й день в Сакарье» (1971), «Воспоминания отца» (1974), «Полковник» (1975), написаны и изданы «Деда Горгуд» (1977) и другие пьесы.
В 1951 г. в Анкаре вышла книга «Они были турками» под подписью «Рана» о борьбе турок, сосланных в Сибирь. Абай-Даглы отмечал, что работал над этим произведением на основе письмен, найденных в окровавленном мешке соотечественника, погибшего на фронте. Он старался сохранить стиль этого неизвестного писателя в своем произведении. В первой части произведения под названием «Дальние блага» рассказывается о страданиях тюрков, сосланных в Сибирь, и восстаниях, организованных ими для избавления от неё. В произведении в основном описывается борьба 3-х человек, Надира, Кямрана и Мурадаги. Надир — учитель, арестованный за то, что назвал азербайджанских студентов турецкими детьми, Кямран — солдат, арестованный за пощечину российским офицерам, а Мурадага — беглый Гарабакир, пойманный как противник колхоза и скрывший свое настоящее имя. Эти трое объединили в лагере 95 отрядов и подняли восстание. Во второй части работы «На кровавых фронтах» в качестве основных объектов разоблачения были выбраны советская военная система, антитурецкая и антимусульманская политика, основанная на кремлевском великорусском шовинизме.
«Сакарья» (1965), «Ататюрк» (1966), «Банда Сакарья» (1969), «От Малазгирта до Сакарьи» (1971), «День 22 в Сакарье» (1971) на тему турецкой войны за независимость. между 1965 и 1974) и «Воспоминания отца» (1974) написал и издал шесть пьес. В своей пьесе «Штаб Сакарья» он описал яркую, драматическую картину истории Освободительной войны. Позже он работал над компактной версией пьесы, состоящей из одного акта и трех картин, и опубликовал её в виде книги в 1969 году под названием «Банда Сакарьи».
Написанная на азербайджанском и турецком диалектах стихотворная пьеса «Физули», состоящая из 3-х действий и 9-ти рисунков, была впервые издана в Анкаре в 1961 году небольшим тиражом, а в 1968 году в Стамбуле со вступительным словом турецкого ученого-физули, профессора Д. Али Нихад Тарлан.
После восстановления независимости Азербайджана в Баку были изданы книги Абая Даглы «Они были тюрками» (1993 г.), «Деде Горгуд» (2000 г.) и «Сеслерам сене» (2000 г.).
6 ноября 2000 года на основании 310 документов, переданных в архив сестрой Абая Даглы Хан, в Государственном архиве литературы и Искусство Азербайджанской Республики. Здесь собраны документы за 1924—1997 годы, связанные с его жизнью и творчеством.

## Семья
Абай Даглы создал семью сначала в Германии, а затем в Турции. Его жену в Турции звали Амина, а ребёнка звали Нурсан.

## Произведения
- Это были турки - Анкара, 1951 г.
- Пленные души - Стамбул, 1957.
- Физули - Кайсери, 1957 г.
- Сага о Балам-баламе - Анкара, 1958.
- Одна майская ночь - Стамбул, 1960.
- 13-ти сюжетная повесть из жизни Физули - Зонгулдак, 1961.
- Студенты – Стамбул, 1963 год.
- Vatan или silistrecilers - Adapazarı, 1964.
- Родина или родина нашей республики - Стамбул, 1964 год.
- Сакарья - Адапазары, 1965.
- Ататюрк - Стамбул, 1966 год.
- Юность нашего отца - Адапазары, 1967 год.
- Банда Сакарья - Адапазары, 1969 год.
- От Малазгирда до Сакарьи - Стамбул, 1971 г.
- День 22 в Сакарье - Стамбул, 1971 год.
- Отец. Сцены из его жизни - Стамбул, 1974 год.
- Албай – Стамбул, 1975 г.
- Кипрский полк, с воспоминаниями - Стамбул, 1975 г.
- Деде Горгуд – Стамбул, 1977 год.